# Johann Ludwig Konrad Allendorf
Johann Ludwig Konrad Allendorf (* 9. Februar 1693 in Josbach; † 3. Juni 1773 in Halle (Saale)) war ein deutscher Pädagoge, lutherischer Pfarrer und Dichter von Kirchenliedern.

## Leben
Allendorf war Sohn des lutherischen Pfarrers Johann Jeremias Allendorf. Er studierte seit 1711 in Gießen und ab 1713 bei August Hermann Francke in Halle.  1717 akzeptierte er eine Hofmeisterstelle bei Graf Henckel in Oderberg in Schlesien.  Ab 1723 war er Erzieher bei Reichsgraf Erdmann II. von Promnitz in Sorau (Niederlausitz).
Als eine der lutherisch erzogenen Promnitz-Töchter 1724 den reformierten Fürsten August Ludwig von Anhalt-Köthen heiratete, begleitete er sie als ihr persönlicher Seelsorger nach Köthen.  In den zwei Jahrzehnten seiner dortigen Tätigkeit verfasste er mehrere Kirchenliederbücher, darunter ab 1736 die pietistischen Cöthnischen Lieder.  Nach dem Ableben der Fürstin ging er 1750 als Pfarrer nach Wernigerode und von hier 1755 ins benachbarte Nöschenrode.  Seit Ende 1759 wirkte er als Pfarrer an St. Ulrich in Halle (Saale), wo er gleichzeitig auch am lutherischen Gymnasium unterrichtete.
Allendorf dichtete insgesamt 132 Kirchenlieder, darunter „Jesus ist kommen, Grund ewiger Freude“ (EG Nr. 66) und „Dein Wort, o Herr, bringt uns zusammen“ (EG – Regionalteil Bayern/Thüringen Nr. 587).

## Werke
- Einige geistreiche Lieder, Köthen 1733
- Einige ganz neue auserlesene Lieder, Halle 1733
- Cöthnische Lieder, 3 Bde., Halle 1736, 1744, 1768
- Stimmen aus Zion, Stargard 1740